# Kostel svatého Petra a Pavla (Kolešovice)
Kostel svatých Petra a Pavla v Kolešovicích je římskokatolický filiální kostel farnosti Petrovice u Rakovníka. Současná podoba kostela je z barokní přestavby z let 1706–1708. Nachází se ve středu obce Kolešovice na Rakovnicku vedle areálu kolešovického zámku.

## Historie
Přesný rok založení zdejšího kostela není znám, avšak již v roce 1352 je zmiňován jako farní. Další zmínky jsou z roku 1360, kdy je uváděn zdejší farář Svatomír a jsou známa některá další jména kněží ve 14. a 15. století. 
Na místě dnešního kostela stával starší gotický kostel, který byl zničen při požáru v roce 1610. V době třicetileté války byl opuštěný a teprve v roce 1665 byla v Kolešovicích zřízena administrace. O téměř sto let po vyhoření, v letech 1706-1708 nechal hrabě Jan Ferdinand z Nostic kostel barokně přestavět a v roce 1730 za vlastnictví polního maršála Georga Oliviera Wallise přibyla ještě sakristie s oratořemi a věž a nová budova fary. Z tohoto období pochází také barokní mobiliář, zejména pak oltář s obrazem Černé madony, kopií obrazu Madonny della Lettera v sicilské Messině, dále tabulový oltář sv. Jana Nepomuckého a kazatelna. Kopii obrazu Madony objednal maršál Wallis a požehnal ji papež Benedikt XIII.
Po Wallisově smrti byl kostel nedokončen. Podle původního plán měl mít kostel dvě věže, postavena však byla pouze jedna. V roce 1762 se kostel opět stal farním a v Kolešovicích byl farář.

## Bohoslužby
Kolešovický kostel je spravován jako filiální z petrovické farnosti a bohoslužby se zde nekonají od dob vysídlení německojazyčného obyvatelstva. Objekt je nepřístupný a poněkud zanedbaný, a přestože se nachází ve středu obce, není za vzrostlými stromy téměř vidět.